# Hugo von Kesselstatt
Hugo Kasimir Eduard Reichsgraf von Kesselstatt (* 1727 in Schloss Föhren; † 1796 in Würzburg) war kurfürstlicher Landhofmeister und kaiserlicher Geheimrat.

## Leben

### Herkunft und Familie

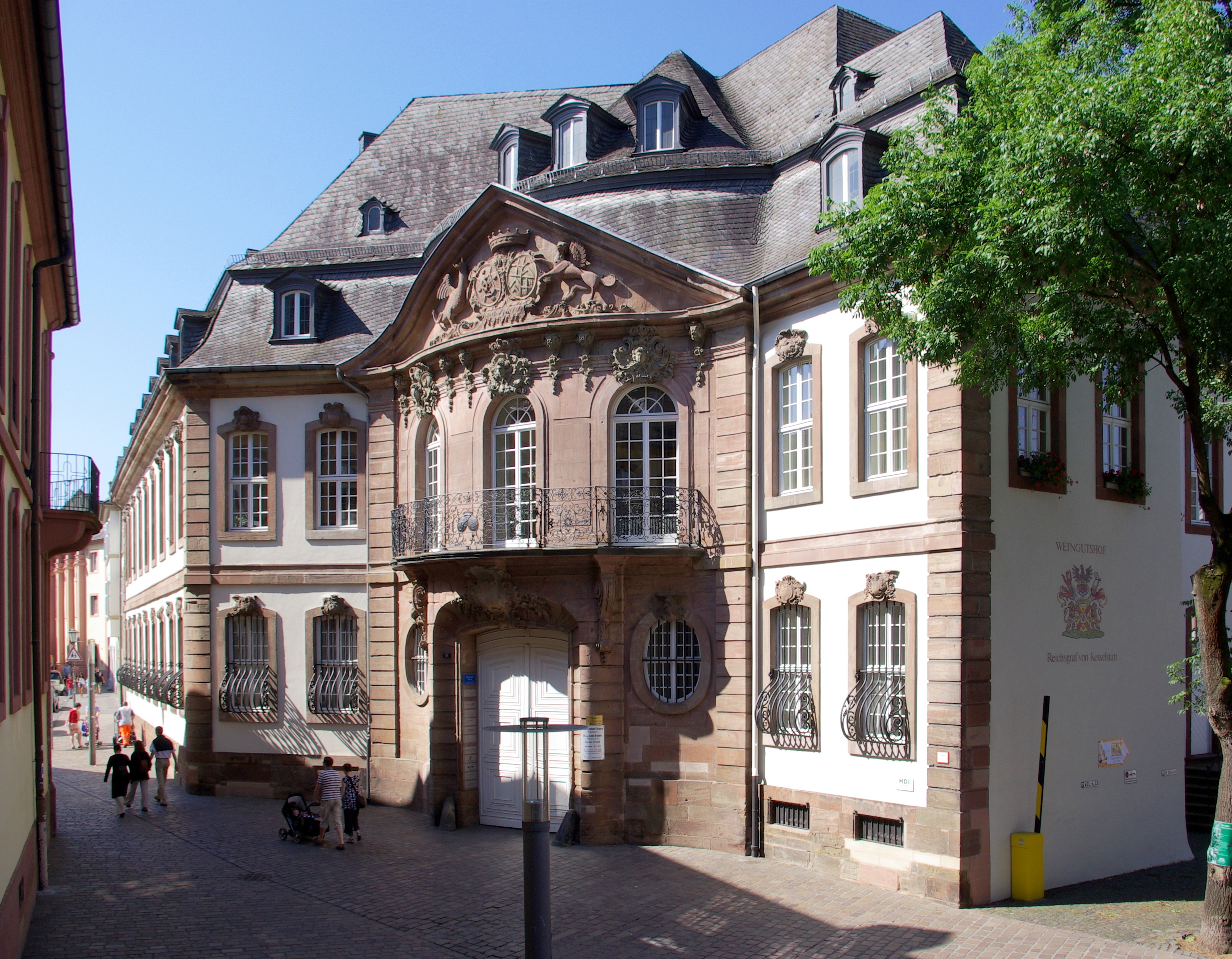
Palais Kesselstatt in Trier, 1740 erbaut von Karl Friedrich Melchior von Kesselstatt

Im 13. und 14. Jahrhundert kam die Adelsfamilie von Kesselstatt in den Raum Trier. Sie stammte ursprünglich aus dem hessischen Raum, dessen gleichnamiges Stammhaus bei Kesselstadt lag. Aus der Familie sind zahlreiche Persönlichkeiten hervorgegangen, die in Kirche und Staat wichtige Positionen innehatten. Hugo Kasimir Edmund von Kesselstatt wurde als Sohn des Karl Friedrich Melchior von Kesselstatt (1692–1751) und seiner Gemahlin Maria Isabella Theresia Antoinette Raitz von Frentz geboren.  Seine Schwester Klara Luise (1726–1746) war mit Johann Hugo Franz Graf von Metternich-Winneburg verheiratet.
Hugos Urgroßvater Johann Eberhard (* 1621, Bau des Schlosses Föhren 1663) hatte Anna Antonette von Orsbeck geheiratet. Sie war eine Schwester des Trierer Fürstbischofs Johann Hugo von Orsbeck. Nach dessen Tod im Jahre 1711 erhielt Johann Eberhard vom Erbe seiner Frau große Besitztümer und kam zu großem Ansehen.
Hugo war verheiratet mit Katharina Elisabeth Freiin Knebel von Katzenelnbogen, Tochter des Freiherrn Franz Ludwig Knebel von Katzenelnbogen und seiner Frau Maria Sophia von Walderdorff
Aus der Ehe sind 14 Kinder hervorgegangen:
- Franz Ludwig Hyazinth (1753–1841, Mainzer Domkapitular und Maler)
- Johann Philipp (1754–1828, Propst in Karden/Mosel)
- Friedrich (1755–1780)
- Karl (1756–1829)
- Christoph (1757–1814, Domherr in Eichstätt, Hildesheim, Münster und Paderborn)
- Isabella Sophia (1758–1789)
- Josef Emmerich (1759–1762)
- Clara Philippine (1760–1819, ⚭ Johann Josef Heinrich von Thünnefeld, Trierscher Kammerherr)
- Johann Hugo (1761–1762)
- Maria Anna (1763–1825)
- Edmund Jodocus Willibald (1765–1840, römisch-katholischer Geistlicher)
- Sophia (1767–1767)
- Clemens Wenzeslaus (1768–1822)
- Kunigunde (1773–1793)

### Werdegang und Wirken
Als 23-Jähriger war Hugo Kasimir Oberamtmann von Pfalzel und ein Jahr später nach dem Tod seines Vaters, 1751, Obervogt des Kröver Reichs. Vom letzten Trierer Kurfürsten Clemens Wenzeslaus erhielt er den Auftrag, Maßnahmen zur Hebung der landwirtschaftlichen Produktion im Acker- und Weinbau auszuarbeiten. So wurde er zum Landhofmeister ernannt. Fünf Söhne ließ Hugo an der Ritterakademie Wien ein Studium der Rechts-, Polizei-, Finanz- und Handelswissenschaften absolvieren. 1792 und 1794 flüchtete seine Familie vor den einrückenden französischen Revolutionstruppen über den Rhein. 1796 verstarb er in Würzburg.

### Sonstiges
In den Jahren 1740–1746 ließ Hugos Vater Karl Friedrich Melchior in Trier, gegenüber dem Bischofshof und der Liebfrauenkirche, vom Barockbaumeister Johann Valentin Thoman ein stattliches Palais errichten.
In den Kriegswirren wurde das Familienarchiv 1794 nach Prag verbracht. In den Jahren 1801 bis 1803 ordnete Hugos Sohn Edmund die Unterlagen neu, so dass die Besitzansprüche der Familie gewahrt und der Besitz zurückgewonnen werden konnte.

### Auszeichnungen
- 1764 Ernennung zum Geheimrat durch Kaiser Franz I.